# Karkali naturreservat
Karkali naturreservat är ett naturreservat i Lojo stad i landskapet Nyland. Området förvaltas av Forststyrelsen, Naturtjänster och Lojo stad.
Karkali grundades 1964 för att särskilt skydda den sydfinländska lövskogen. Det är beläget på spetsen av Karkaliudden vid Lojo sjö och utgör en yta på en kvadratkilometer. 
2002 övergick området från Skogsforskningsinstitutet till Forststyrelsens ansvar. Karkali naturreservat ingår i samma Natura-område som de närliggande naturskyddsområdena Suuriniemi, Niemensaari, Haapasaari, Ämmänuuninkallio, Mailankallio och Rinnemäki.
Karkali naturreservat är tillgängligt för allmänheten, men för att bevara den känsliga naturen är det är endast tillåtet att utforska området längs markerade stigar. Inom området finns cirka sex kilometer av dessa stigar, som bildar olika långa slingor. Färdas man vattenvägen inom reservatet, är landstigning endast tillåtet på en specifik avsedd landstigningsplats. Övernattning och eldning i reservatet är strikt förbjudet. År 2021 besöktes Karkali naturreservat av 8 600 besökare.
I Karkali naturreservat finns Finlands största kalkstensgrotta, Torhola grotta.